# Giovanni Capula
Giovanni Capula (fl. XIII-XIV secolo) è stato un architetto del XIII-XIV secolo di probabili origini sarde, noto in particolare per aver progettato, su richiesta dei Pisani, le opere di fortificazione della città di Cagliari in vista dell'imminente invasione aragonese dei domini sardi di Pisa.

## Biografia

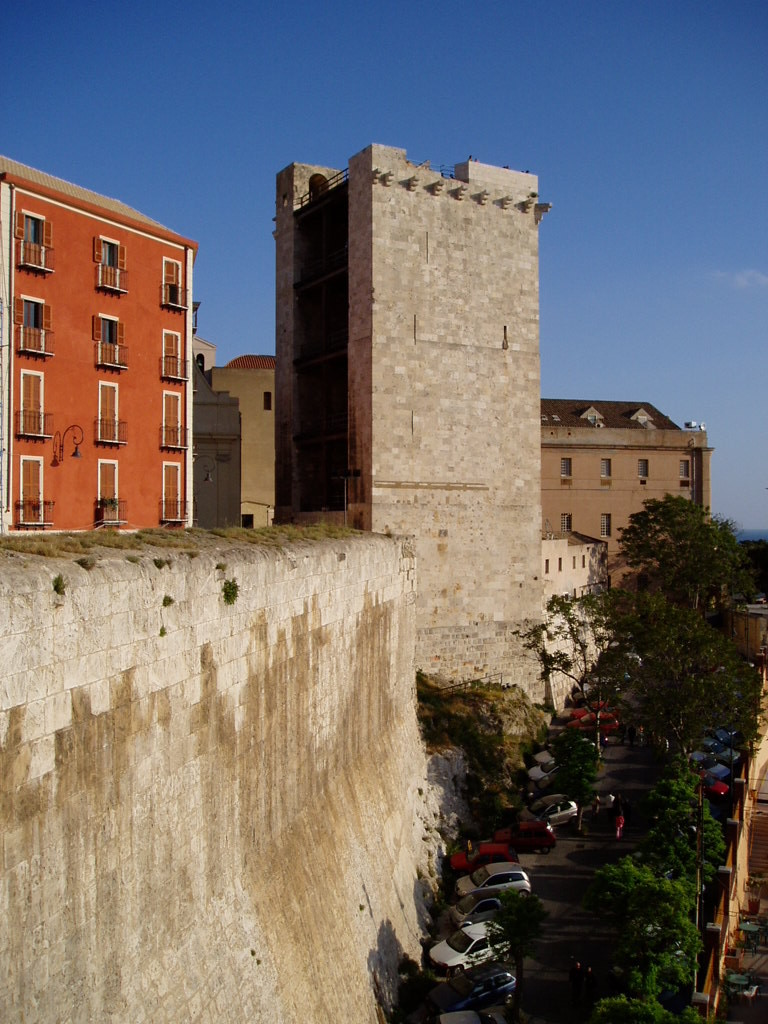
La Torre dell'Elefante.

Poco si sa sul suo conto, le iscrizioni della Torre di San Pancrazio e della Torre dell'Elefante dove è definito "Architector optimus" sono le uniche fonti dirette a disposizione. Per Dionigi Scano era di origine sarda, come testimonierebbe il suo cognome (Capula) che si ritrova di frequente "nell'onomastica e nella topografia" della Sardegna. Secondo Salvatore Rattu era nello specifico cagliaritano.
È invece più chiara la sua formazione come architetto che è sicuramente di scuola toscana come evidenziato dallo stile dei suoi lavori.

## Opere
Sono sicuramente attribuibili al Capula la Torre di San Pancrazio del 1305, la Torre dell'Elefante del 1307 e la Torre dell'Aquila (o Torre del Leone), oggi incorporata nel Palazzo Boyl. Foiso Fois ipotizzò che sia da includere nelle sue opere anche la torre principale del castello di Serravalle a Bosa.

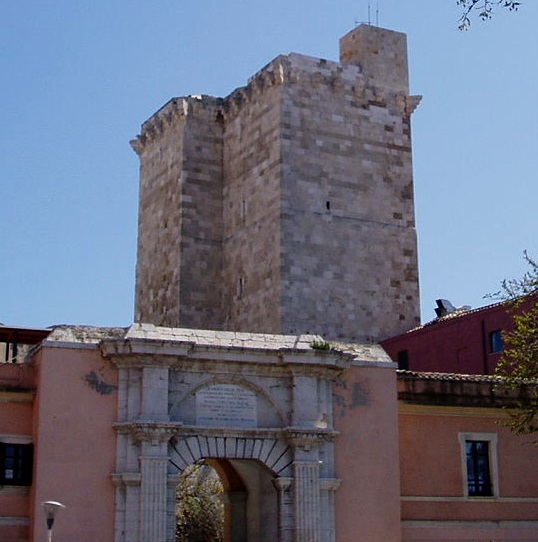
Torre di San Pancrazio.
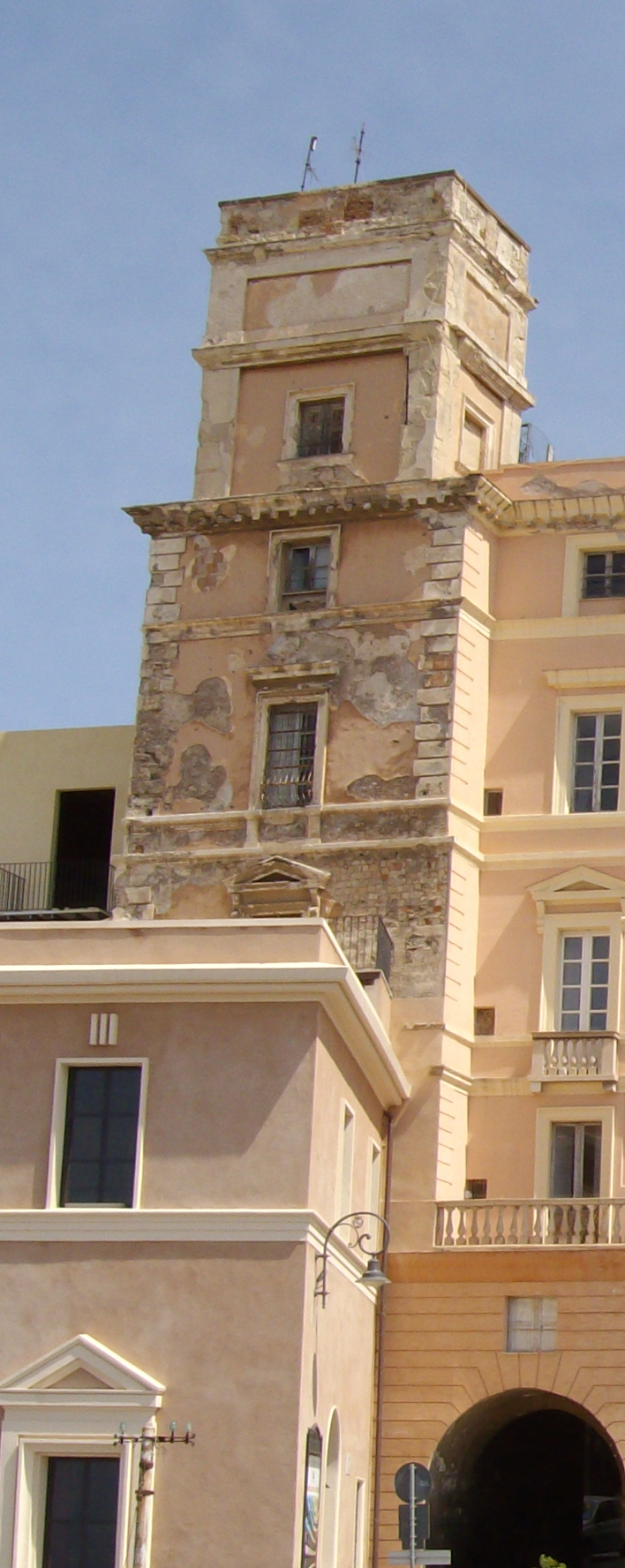
Torre dell'Aquila.
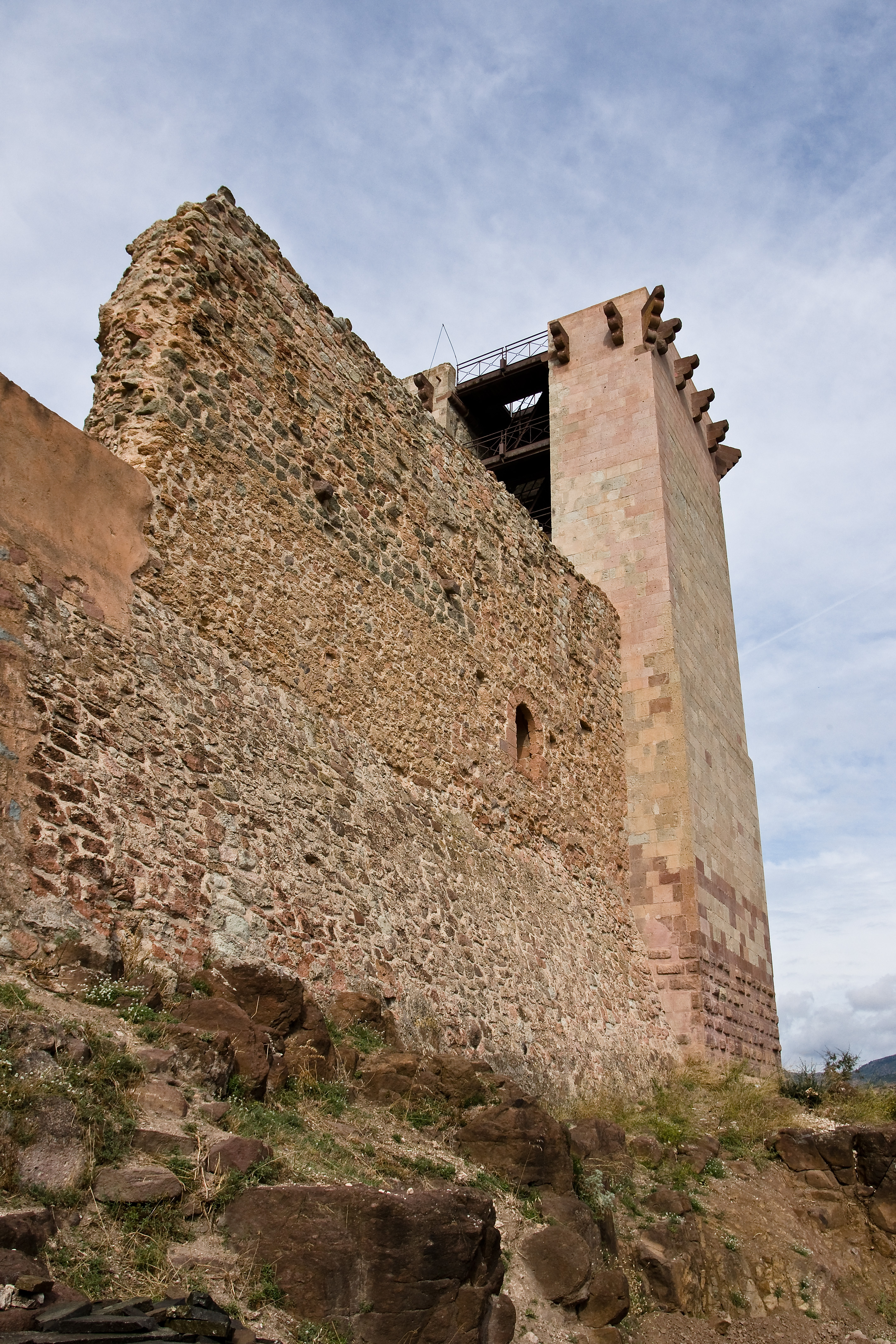
Torre del castello di Serravalle (Bosa).